# 塔木兹
塔木兹（Tammuz，羅馬化：Tammuz，太巴列希伯來語：Tammûz，羅馬化：Tammūz；阿卡德語：或）是宇宙之母伊絲塔（Istar）或阿斯塔尔（Ashetar）之子，是古巴比伦的谷神。